# Lepidoteuthidae
Lepidoteuthidae is een familie van weekdieren uit de klasse van de Cephalopoda (inktvissen).

## Geslacht
- Lepidoteuthis Joubin, 1895